# Antonio Albanese (musicien et compositeur)
Pour les articles homonymes, voir Antonio Albanese.
Egidio Giuseppe Ignazio Antonio Albanese, dont le nom a été francisé en Antoine Albanèse, né en 1728 à Terlizzi, et mort le 18 novembre 1803 à Versailles, est un chanteur classique castrat italien du XVIIIe siècle.

## Biographie
Après avoir étudié la musique à Naples, Antoine Albanèse se fixe à Paris où il chante à la chapelle du roi et aux concerts spirituels donnés aux Tuileries de 1752 à 1762. Il compose également des airs et des romances à la mode. Il a été attaché à la musique du roi pendant une trentaine d'années.
Il meurt dans son domicile de la rue de l'orangerie à Versailles, le 26 brumaire de l'an 12, c'est-à-dire le 18 novembre 1803.

## Travaux
Les Tendres Souhaits (ou Les Souhaits) est un poème de Charles-Henri Ribouté, mis en musique par Antoine Albanèse au cours de la deuxième moitié du XVIIIe siècle (mais parfois attribué à Pergolèse). Cette chanson est souvent nommée par son 1er vers : Que ne suis-je la fougère.